# Янзігітово
Янзігі́тово (рос. Янзигитово, башк. Йәнйегет) — присілок у складі Баймацького району Башкортостану, Росія. Входить до складу Татлибаєвської сільської ради.
Населення — 362 особи (2010; 392 в 2002).
Національний склад:
- башкири — 99%